# Бурундук сибірський
Бурундук сибірський, або азійський (Tamias sibiricus або Eutamias sibiricus; яп. シマリス) — вид ссавців роду Бурундук (Tamias) з родини вивіркових (Sciuridae).

## Поширення
Цей вид поширений в у Північній і Східній Європі, азійській частині Росії, Китаї, Кореї і Японії. Введений: Бельгія, Німеччина, Італія, Нідерланди, Швейцарія. Він є єдиним представником роду бурундуків, що мешкає поза Північною Америкою. Проживає у лісових чагарникових місцевостях.
В Європейському Союзі включено до списку чужорідних інвазійних видів.

## Морфологія
Бурундук сибірський має 18-25 см у довжину, одна третина якої — хвіст. Вага тварини залежить від пори року, але в середньому становить 50-150 г. Бурундук є маленьким ссавцем порівняно з іншими Вивірковими (Sciuridae).

## Екологія
Природними ворогами тварини є птахи-хижаки, куницеві та коти. В рідких випадках сибірський бурундук може переносити хвороби такі як сказ шляхом укусу інших тварин чи людини.

## Підвиди
- Корейський бурундук (Tamias sibiricus barberi) — поширений в Росії, Китаї, Кореї і Японії
- Хоккайдоський бурундук (Tamias sibiricus lineatus) — поширений в Японії, на острові Хоккайдо.

## Бурундук в Україні
Бурундуки не відомі у складі дикої фауни України, і часті згадки аматорів про «бурундучків» стосуються спостережень соні лісової з близької родини вовчкових (Gliridae). Інколи цей вид бурундуків продають на «пташиних» ринках.